# To (持田香織の曲)
「to」（トゥー）は、日本の女性歌手で、音楽グループEvery Little Thingのボーカリスト・持田香織の歌。2010年9月29日に配信限定でリリースされた後、2011年4月20日に6枚目のソロシングルとして発売された。

## 解説
日本テレビ系列「世界の果てまでイッテQ!」のイッテQ登山部の応援歌として持田が書き下ろした。
CDシングルはソロとしては初のツアー「持田香織 first solo tour "NIU"」より2010年10月3日に行われた横浜公演のライブ映像3曲が収録されたDVDとセットで発売。番組でイモトアヤコが登ったモンブランの標高にならい、4,810枚限定生産。
当初は2011年3月23日に発売が予定されていたが、東北地方太平洋沖地震の影響で発売が延期され、同年4月20日となった。本作の内容に変更はなく、パッケージに記載されている発売日も3月23日のままである。

## 収録曲

### CD
1. to
（作詞・作曲：持田香織 / 編曲：中村康就、中村太郎）
日本テレビ系列「世界の果てまでイッテQ!」登山部応援歌
2. to (Instrumental)

### DVD
持田香織 first solo tour "NIU"@20101003 横浜BLITZ
1. タオ
2. Night Cats
3. 静かな夜

## 収録アルバム
- manu a manu (#1) - アルバム・バージョンでの収録。